# Skinner's Bottom
Skinner's Bottom – wieś w Anglii, w Kornwalii. Leży 30 km na północny wschód od miasta Penzance i 382 km na zachód od Londynu.